# Theo Rombouts
Theo Rombouts (Ravels, 21 juni 1941 - Bonheiden, 4 januari 2025) was een Belgisch bestuurder. Van 1988 tot 2002 was hij voorzitter van het Algemeen Christelijk Werkersverbond (ACW).

## Levensloop
Theo Rombouts studeerde economische wetenschappen en promoveerde tot doctor in de rechten. Van 1966 tot 1974 werkte hij als adviseur op de nationale studiedienst van het Algemeen Christelijk Vakverbond (ACV). In 1972 werd hij voorzitter van het ACW-verbond Brussel. In 1974 werd hij directeur van de economische raad van de provincie Antwerpen en in 1977 directeur-generaal van Gewestelijke Ontwikkelingsmaatschappij Antwerpen. In november 1988 volgde hij Willy D'Havé als voorzitter van het ACW op. In juni 2002 volgde Jan Renders hem op.
Hij was tevens docent aan het Provinciaal Hoger Instituut voor Bestuurswetenschappen in Antwerpen, bestuurder van de Koning Boudewijnstichting en het Vlaams-Europees Verbindingsagentschap (2007-2016) en lid van de inrichtende overheid en senaat van de Katholieke Universiteit Leuven. Van 1997 tot 2012 was hij de eerste voorzitter van de Federale Raad voor Duurzame Ontwikkeling. Philippe Maystadt volgde hem in die functie op. In 2003 werd hij voorzitter van het Vlaams Welzijnsverbond, de koepel van voorzieningen in de sector personen met een handicap, jeugdhulp en kinderopvang. Ook in deze functie volgde Renders hem in 2011 op.